# Windhahn
Der Windhahn ist mit 517 m ü. NN die höchste Erhebung des siegerländischen Nördlichen Hellerberglandes, eines oft auch Windhahn genannten Höhenzugs, an der Nordostgrenze von Rheinland-Pfalz zu Nordrhein-Westfalen.
Er wird durch das Niederschelden-Betzdorfer Siegtal der Sieg vom sich nordwestlich anschließenden Giebelwald und durch das Mittlere Hellertal der Heller vom sich südlich anschließenden Südlichen Hellerbergland getrennt.

## Geographische Lage
Im Nordosten von Rheinland-Pfalz liegt der, aufgrund der weitläufigen Abholzung des Nadelholzes, mittlerweile nicht mehr bewaldete Windhahn unweit der 2,3 km östlich gelegenen Landesgrenze zu Nordrhein-Westfalen auf der Gemarkung der etwa 3 km westnordwestlich gelegenen Kernstadt von Kirchen. Am Westfuß des Bergs liegt das zu Kirchen gehörende Offhausen und an seinem Ostfuß, aber noch westlich der Landesgrenze, befindet sich das zur Stadt Herdorf zählende Dorf Dermbach. Etwa 10 km nordöstlich liegt Siegen als Regiopole und südöstliches, nordrhein-westfälisches Oberzentrum.
1,75 km westsüdwestlich des Windhahn befindet sich die 431 m ü. NN hohe Felsformation des Naturdenkmals Druidenstein. Entgegengesetzt auf nordrhein-westfälischer Seite liegt etwa 5,2 km ostnordöstlich der 499,2 m ü. NN hohe Pfannenberg, der mit einem Aussichtsturm ausgestattet ist. Beide sind ebenfalls Anhöhen des Nördlichen Hellerberglandes.
Knapp 4,5 km südöstlich des Windhahn liegt jenseits der Heller die 509,3 m ü. NN hohe Mahlscheid. Entgegengesetzt, jenseits der Sieg, befindet sich knapp 5,5 km nordnordwestlich der 527,2 m ü. NN hohe Giebelberg.
Über die Windhahn-Südflanke verläuft im Abschnitt Kirchen–Herdorf der von Schweden nach Italien führende Europäische Fernwanderweg E1.